# Erythronium dens-canis

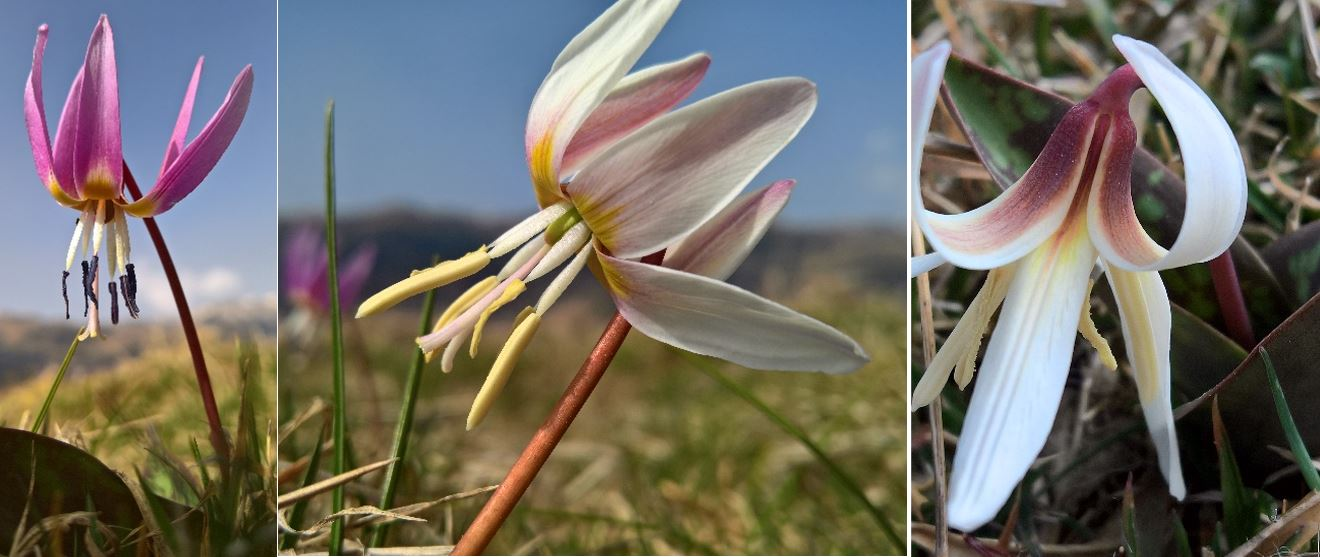

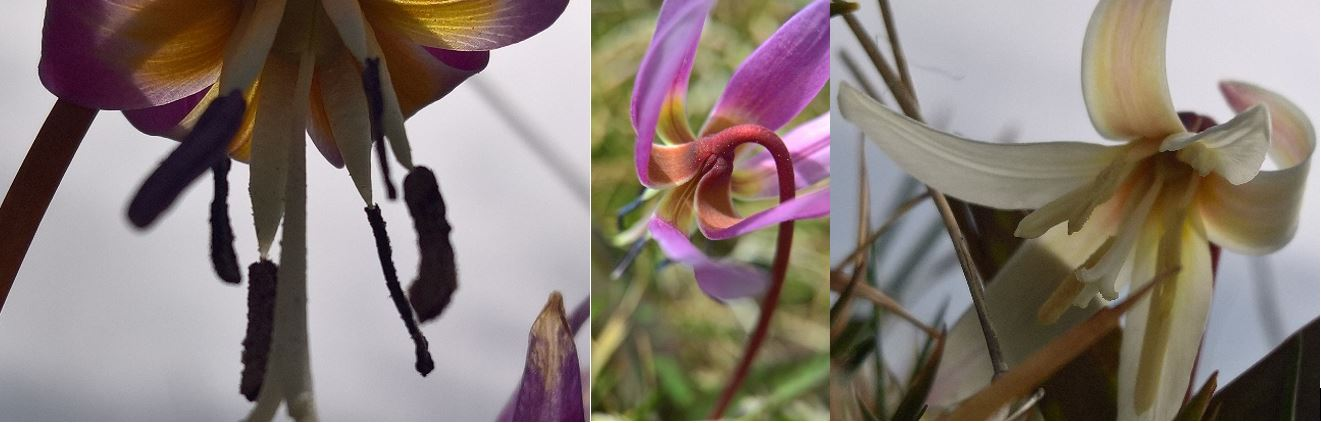

Dent de gos o de ca (Erythronium dens-canis) és un herba glabra (sense pels ni glàndules) de la família de les liliàcies de deu a trenta centímetres d’alçada que neix d’un bulb amb bulbils laterals que li donen una aparença que se l’ha associat a la dent d’un gos, d’aquí el seu nom. Les fulles verdes tacades purpúries acostumen a ser dos oposades i amplament lanceolades que neixen de la part inferior de la tija amb un pecíol embeinador de 2-4 cm. La flor, solitària, pendula al capdamunt d’un llarg peduncle. Té sis tèpals lliures d’un color purpuri o rosat amb taques blanques o grogues a la base, tot i que n’hem trobat variants pràcticament blanques. Són ben visibles el sis estams que acaben amb anteres grosses d’un blau intens per la versió més purpúria i grogues en la versió blanca. Entremig destaca l'estil que acaba obrint-se en tres i que parteix d’un fruit capsular globós.

## hàbitat i Distribució
La podem trobar a prats i matollars d’alta muntanya en especial a l'estatge subalpí en terres amb substrat silícic. La seva floració acostuma a ser tot just enretirar-se les primeres neus.
A nivell global, és una espècie que viu en muntanyes del centre i sud d'Europa. A la península Ibèrica mostra una clara tendència per ambients amb clima atlàntic, per la qual cosa, als Països Catalans la trobarem sobretot a la Vall d'Aran, amb algunes petites poblacions a la Garrotxa i al Conflent.